# Épisodes de Rush Hour
Cet article présente le guide des épisodes de la série télévisée américaine Rush Hour.

## Généralités
- Aux États-Unis, la série a été diffusée du 31 mars 2016 au 20 août 2016 sur le réseau CBS.
- Au Canada, les huit premiers épisodes ont été diffusés en simultané sur le réseau Citytv, et les cinq épisodes suivants le jeudi précédent.
- En Belgique, la série a été diffusée du 28 octobre 2016 au 25 novembre 2016 sur La Deux. * En France, la série a été diffusée du 2 mai 2017 au 6 juin 2017 sur TF1.

## Distribution

### Acteurs principaux
- Justin Hires (VF : Jean-Baptiste Anoumon) : Détective James Steven Carter
- Jon Foo (VF : Adrien Larmande) : Détective Jonathan Lee
- Wendie Malick (VF : Ivana Coppola) : Capitaine Lindsay Cole
- Aimee Garcia (VF : Youna Noiret) : Sergent Didi Diaz
- Page Kennedy (VF : Namakan Koné) : Gerald Page

### Acteurs récurrents et invités
- Jessika Van (VF : Caroline Mozzone) : Kim Lee
- Kirk Fox (VF : Vincent Ropion) : Donovan
- Steele Gagnon (VF : Julie Badoc) : Derrick
- Greer Grammer : Destiny Lamb
- Spencer Grammer (VF : Laura Blanc) : Heather Lamb

## Épisodes

### Épisode 1:Partenaires de choc
- États-Unis /  Canada : 31 mars 2016 sur CBS[1] / Citytv[2]
- Belgique : 28 octobre 2016[3],[4] sur La Deux[5]
- Québec :  3 janvier 2017 sur Max[6]
- France : 2 mai 2017[7] sur TF1[8]
- Suisse :  16 juin 2017 sur RTS Deux[9]

- États-Unis : 5,06 millions de téléspectateurs[10] (première diffusion)
- France : 1,73 million de téléspectateurs[11]

- Jessika Van (Kim)
- Kirk Fox (Donovan)
- Steele Gagnon (Derrick)
- Chenhao Li (Jawlong)
- Henry Ian Cusick (Thomas)
- Maurice Compte (Carlos)
- Daniel R. Donohue (Sterling)
- Stephen Hibbert (Agent Murray)
- Aaron McPherson (Agent Weiss)
- George Cheung (Capitaine Chen)
- Jim Lau (Interprète de Hong Kong)
- Hal Devi (Officier du LAPD # 1)
- Andrew T. Lee (Officier du HKPD # 1)
- Betsy Baker (La femme de Nick)
- Stephen Oyoung (Capitaine du LAPD # 1)

### Épisode 2:Montre en main
- États-Unis /  Canada : 7 avril 2016 sur CBS / Citytv
- Belgique : 28 octobre 2016 sur La Deux
- Québec :  10 janvier 2017 sur Max
- France : 3 mai 2017 sur TF1
- Suisse :  23 juin 2017 sur RTS Deux

- États-Unis : 4,81 millions de téléspectateurs[12] (première diffusion)
- France : 922 000 téléspectateurs

- Kirk Fox (Donovan)
- Michael Carbonaro (Sticky Jay)
- Burton Perez (Patron)
- Anthony Molinari (Nick Pell)
- James Hyde (Mike le propriétaire)
- Kelly King (Kate la petite amie)
- Richard P. Hume (Snakehat)
- Brad Morris (Alex)
- Carl McDowell (Toolbelt)
- Justin Cuomo (Officier de détention)
- Matt Weinglass (Videur 1)

### Épisode 3:Témoin en fuite
- États-Unis /  Canada : 14 avril 2016 sur CBS / Citytv
- Belgique : 28 octobre 2016 sur La Deux
- Québec :  17 janvier 2017 sur Max
- France : 3 mai 2017 sur TF1
- Suisse :  30 juin 2017 sur RTS Deux

- États-Unis : 4,26 millions de téléspectateurs[13] (première diffusion)
- France : 533 000 téléspectateurs

- Kirk Fox (Donovan)
- Steele Gagnon (Derrick)
- Xolo Maridueña (Isaiah)
- Vernee Watson (Grand-mère)
- Ivo Nandi (Le Turc)
- Doug Savant (Ginardi, procureur général)
- Sarah Eagen (Carol)
- Richard F. Whiten (Mike Beaubian)
- Joseph Beck (L'homme grassouillet)
- Con Schell (Bertram)
- Tim Sitarz (Gorille # 1)
- Dave Reaves (Gorille # 2)
- JT Holmes (Gorille # 3)
- Sergio Garcia (Gorille # 4)
- Jaime Alvarez (Vendeur)
- Kristian Capalik (Détective Benitez)

### Épisode 4:Le boum de l'immobilier
- États-Unis /  Canada : 21 avril 2016 sur CBS / Citytv
- Belgique : 4 novembre 2016 sur La Deux
- Québec :  24 janvier 2017 sur Max
- France : 9 mai 2017 sur TF1
- Suisse :  7 juillet 2017 sur RTS Deux

- États-Unis : 4,65 millions de téléspectateurs[14] (première diffusion)
- France : 1,55 million de téléspectateurs

- Alex Solowitz (Dennis)
- David Shatraw (Harvey Krieg)
- Lauren Bowles (Molly)
- Zachary Stockdale (Chad, démineur)
- David Dayan Fisher (Troy)
- Al Coronel (Conseiller Pena)
- Caitlyn Knisely (Jeune femme reporter)
- Maurice Hall (Reporter # 2)
- Jason Tobias (Surfeur Eddie Marar)

### Épisode 5:Chasseurs de dragons
- États-Unis /  Canada : 28 avril 2016 sur CBS / Citytv
- Belgique : 4 novembre 2016 sur La Deux
- Québec :  31 janvier 2017 sur Max
- France : 10 mai 2017 sur TF1
- Suisse :  14 juillet 2017 sur RTS Deux

- États-Unis : 4,316 millions de téléspectateurs[15] (première diffusion)
- France : 782 000 téléspectateurs

- Jessika Van (Kim)
- Kirk Fox (Donovan)
- Steele Gagnon (Derrick)
- Byron Mann (Fong)
- Lewis Tan (Chen)
- Rich Ting (Zho Tu)
- James Hong (Dragon)
- Lyman Chen (Agent Yun)
- Robyn Lively (Agent du FBI Myers)
- Diedrich Bader (Agent de la CIA Westhusing)
- Josh Banday (Officier au parloir)
- London Kim (Stewart)
- Josh Meyer (Herb)
- Elaine Mani Lee (Officier # 1)
- Ivan Mok (Lee jeune)
- Michele Panu (Kim jeune)
- Craig Branham (Sergent)
- David Ury (Routier)
- Garon Grigsby (Conducteur)

### Épisode 6:Les profs
- États-Unis /  Canada : 5 mai 2016 sur CBS / Citytv
- Belgique : 4 novembre 2016 sur La Deux
- Québec :  7 février 2017 sur Max
- France : 16 mai 2017 sur TF1
- Suisse :  21 juillet 2017 sur RTS Deux

- États-Unis : 4,56 millions de téléspectateurs [16] (première diffusion)
- France : 2,132 millions de téléspectateurs[17](première diffusion)

- Deniz Akdeniz (Hassan)
- Cinthya Carmona (Dakota)
- Chris D'Elia (Buddy)
- Kirk Fox (Donovan)
- Brian Guest (Mitch Hess)
- Julianna Guill (Alice)
- Selkie Hom (Jenna)
- Daniel Locicero (Hugo)
- William Mapother (Principal)
- Connor Paolo (Henry)
- Lisa Roumain (Elisa)
- Lobo Sebastian (Diego Ortiz)
- Jennifer Sumemrfield (Miranda Layton)
- Zach Zagoria (Zach)

### Épisode 7:Le flic qui déchire
- États-Unis /  Canada : 12 mai 2016 sur CBS / Citytv
- Belgique : 11 novembre 2016 sur La Deux
- Québec : 14 février 2017 sur Max
- France : 16 mai 2017 sur TF1
- Suisse :  28 juillet 2017 sur RTS Deux

- États-Unis : 4,53 millions de téléspectateurs[18] (première diffusion)
- France : 1,184 million de téléspectateurs[17](première diffusion)

- Luke Arnold (Franko)
- Kirk Fox (Donovan)
- Steele Gagnon (Derrick)
- James Hong (Dragon)
- Ian Reed Kesler (Gavin Rosewood)
- Terry Leonard (Jimmy Robinson)
- Ric Sarabia (Pavlo Kulyka)
- Scott Subiono (Chad Klenk)
- Jessika Van (Kim)
- Duane Whitaker (Hutch)

### Épisode 8:Sous protection très rapprochée
- États-Unis /  Canada : 19 mai 2016 sur CBS / Citytv
- Belgique : 11 novembre 2016 sur La Deux
- Québec : 21 février 2017 sur Max
- France : 23 mai 2017 sur TF1
- Suisse :  4 août 2017 sur RTS Deux

- États-Unis : 4,128 millions de téléspectateurs[19] (première diffusion)
- France : 2,154 millions de téléspectateurs[17](première diffusion)

- Janel Parrish (Nina Taylor)
- Alison Ball (Jaclyn Perry)
- Carissa Blades (Jessica Herman)
- Kirk Fox (Donovan)
- Annie Park (Détective Byrd)
- Andrew Patrick Ralston (Bill Herman)
- Charles Shaughnessy (David Novak)
- Rob Mars (Browny)

### Épisode 9:Tout pour sa famille
- Canada : 21 juillet 2016 sur Citytv
- États-Unis : 23 juillet 2016 sur CBS[20]
- Belgique : 11 novembre 2016 sur La Deux
- Québec : 28 février 2017 sur Max
- France : 23 mai 2017 sur TF1
- Suisse :  8 septembre 2017 sur RTS Deux

- États-Unis : 1,85 million de téléspectateurs[21] (première diffusion)
- France : 1,229 million de téléspectateurs[17](première diffusion)

- Robyn Lively (Agent Myers)
- Kirk Fox (Donovan)
- Scott Allen Rinker (Rick)
- Phillip DeVona (Adjoint Parrot)
- A.J. Buckley (Steven)
- Sprague Grayden (Pam Sanders)
- Chris Mulkey (Elliot Vaughn)
- Emily Alyn Lind (Cristin Sanders)
- Jon Paul Burkhart (Jeff)

### Épisode 10:Le fantôme d'Hollywood
- Canada : 28 juillet 2016 sur Citytv
- États-Unis : 30 juillet 2016 sur CBS
- Belgique : 18 novembre 2016 sur La Deux
- Québec : 7 mars 2017 sur Max
- France : 30 mai 2017 sur TF1
- Suisse :  15 septembre 2017 sur RTS Deux

- États-Unis : 2,13 millions de téléspectateurs[22] (première diffusion)
- France : 2,249 millions de téléspectateurs[17](première diffusion)

- Kirk Fox (Donovan)
- Miles Fisher (Shea)
- Gabriel Mann (Reginald Mason)
- Katy Wright-Mead (Tara)
- Spencer Grammer (Heather)
- Greer Grammer (Destiny)
- Julianna Guill (Alice Rosenberger)
- Matt Peters (Liam/Schmertz)
- Tyler Cook (Bartender)
- Cyrina Fiallo (Mrs. Ortiz/Lawyer)
- Ray Reynaga (LA Notorious Tour Guide)
- Alice Lo (LA Notorious Passenger)
- Rachel Degenaro (Mrs. Schmertz)

### Épisode 11:Opération opéra
- Canada : 4 août 2016 sur Citytv
- États-Unis : 6 août 2016 sur CBS
- Belgique : 18 novembre 2016 sur La Deux
- Québec : 14 mars 2017 sur Max
- France : 30 mai 2017 sur TF1
- Suisse :  18 novembre 2017 sur RTS Deux

- États-Unis : 1,7 million de téléspectateurs[23] (première diffusion)
- France : 1,384 million de téléspectateurs[17](première diffusion)

- Kirk Fox (Donovan)
- Steele Gagnon (Derrick)
- Ray Abruzzo (Beau)
- Matt Corboy (Don Pickering)
- Whitney Rose Pynn (Megan Pickering)
- Richard Burgi (Todd Taymor)
- Tom Wright (Holt)
- Ronnie Gene Blevins (Ace/Aaron Dearborn)
- Guy Nardulli (King)
- Kevin Interdonato (Jack)
- Anthony Nanakornpanom (Gunman # 4)
- Anthony Hill (Bartender)
- Peter Michael Goetz (Rooney)
- Christine Lekas (Pickering's Secretary)
- Tom Fitzpatrick (Attendee # 1)
- Brian McGrath (Attendee # 2)
- Kristin Lundquist (Attendee # 3)
- Craig Welzbacher (Usher # 1)
- Sandra Kate Burick (Usher # 2)

### Épisode 12:La Loi du talion
- Canada : 11 août 2016 sur Citytv
- États-Unis : 13 août 2016 sur CBS
- Belgique : 25 novembre 2016 sur La Deux
- Québec : 21 mars 2017 sur Max
- France : 6 juin 2017 sur TF1
- Suisse :  18 novembre 2017 sur RTS Deux

- États-Unis : 1,74 million de téléspectateurs[24] (première diffusion)

- Kirk Fox (Donovan)
- Michael Mosley (Jack Douglas)
- Ned Vaughn (Brighton)
- Scott Lowell (Richard Wakefield)
- Kadan Rockett (Richie Jr.)
- Anthony Alabi (Guard)
- Nefetari Spencer (Field Reporter)
- John Adrian (Finley)
- Kimberly Crandall (Babs)
- Stacie Greenwell (Executive # 1)

### Épisode 13:Réconciliations
- Canada : 18 août 2016 sur Citytv
- États-Unis : 20 août 2016 sur CBS
- Belgique : 25 novembre 2016 sur La Deux
- Québec : 28 mars 2017 sur Max
- France : 6 juin 2017 sur TF1
- Suisse :  2 décembre 2017 sur RTS Deux

- États-Unis : 2,53 millions de téléspectateurs[25] (première diffusion)

- Kirk Fox (Donovan)
- Jessika Van (Kim)
- James Hong (Dragon)
- Byron Mann (Fong)
- Lyman Chen (Agent Yun)
- Diedrich Bader (Agent Westhusing)
- Shantel Vansanten (Victoria)
- Jennifer Holland (Julia)
- John Patrick Jordan (Austin)
- Wilson A. Ramirez, Jr. (Mario Reyes)
- Scott Anthony Leet (Diz Holland)
- Ric Sarabia (Pavlo Kulka)
- Erwin Stone (Jamal Washington)
- Myles Humphus (Pan)
- Brad Morris (Alex)